# 歌謡ジャーナル
『歌謡ジャーナル』（かようジャーナル）は、NHK-FM放送で1990年4月6日から2006年4月1日まで毎週土曜日12:15 - 14:00に放送されていた音楽番組である。

## 概要
主として演歌、歌謡曲で活躍する歌手を毎週スタジオに2 - 3人（組）招き、ゲストの楽曲を聴きながら、歌手としての活動振り、最新の楽曲の聴きどころなどを話してもらう内容で、NHKラジオ第1放送の「ひるの散歩道」のFM版といった要素が強かった。
1999年まで、年内最後の放送は伊藤強を迎えて一年間の歌謡界の総括で締めくくるのが恒例であった。2000年以降は「歌謡スクランブル」のパーソナリティを迎えて一年の総括、それぞれの思い入れのある歌、夏木や玉利の歌などをかけていた。
2006年4月からラジオ第1放送の12時台のサイマル放送実施に伴い、本番組は同年4月1日で一旦終了。同年4月8日からは、それまで平日（月-金曜日）の13時台に放送されてきた「歌謡スクランブル」が土曜日にも編成され、2009年3月末までは当番組の内容を系譜する形で放送された（実質「歌謡スクランブル」に編入される形になり、玉利かおるはこの土曜日の放送のディスクジョッキーを引き続き担当した）。同年4月以降は月曜日 - 土曜日同一のテーマものに改められたため、本番組の時代から事実上続いた最新曲紹介の番組は幕を閉じた。ただし毎月1回程度「話題のホットミュージック」というコーナーで最新歌謡曲の紹介は続けている。

## パーソナリティ
- 夏木ゆたか（ - 2005年3月）
BS2「BSカラオケ塾」司会にスライドしたため降板。
- 玉利かおる（2006年 - 2009年）
歌謡スクランブル化後も残留。
- コロッケ（2005年4月 - 終了まで）

## 関連番組
- ひるの歌謡曲
- 歌謡スポットライト